# Pfarrkirche St. Martin im Mühlkreis

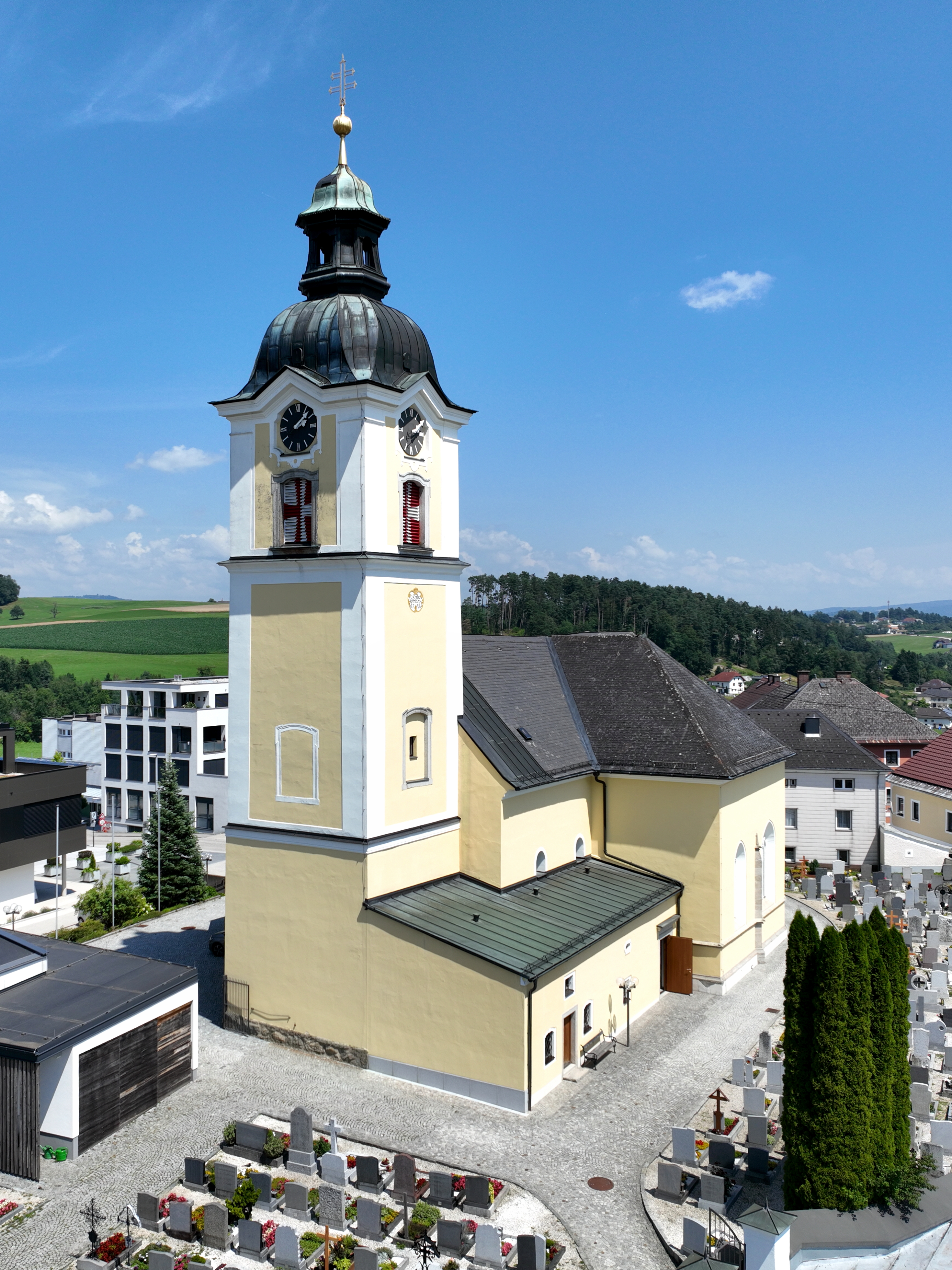
Katholische Pfarrkirche St. Martin im Mühlkreis

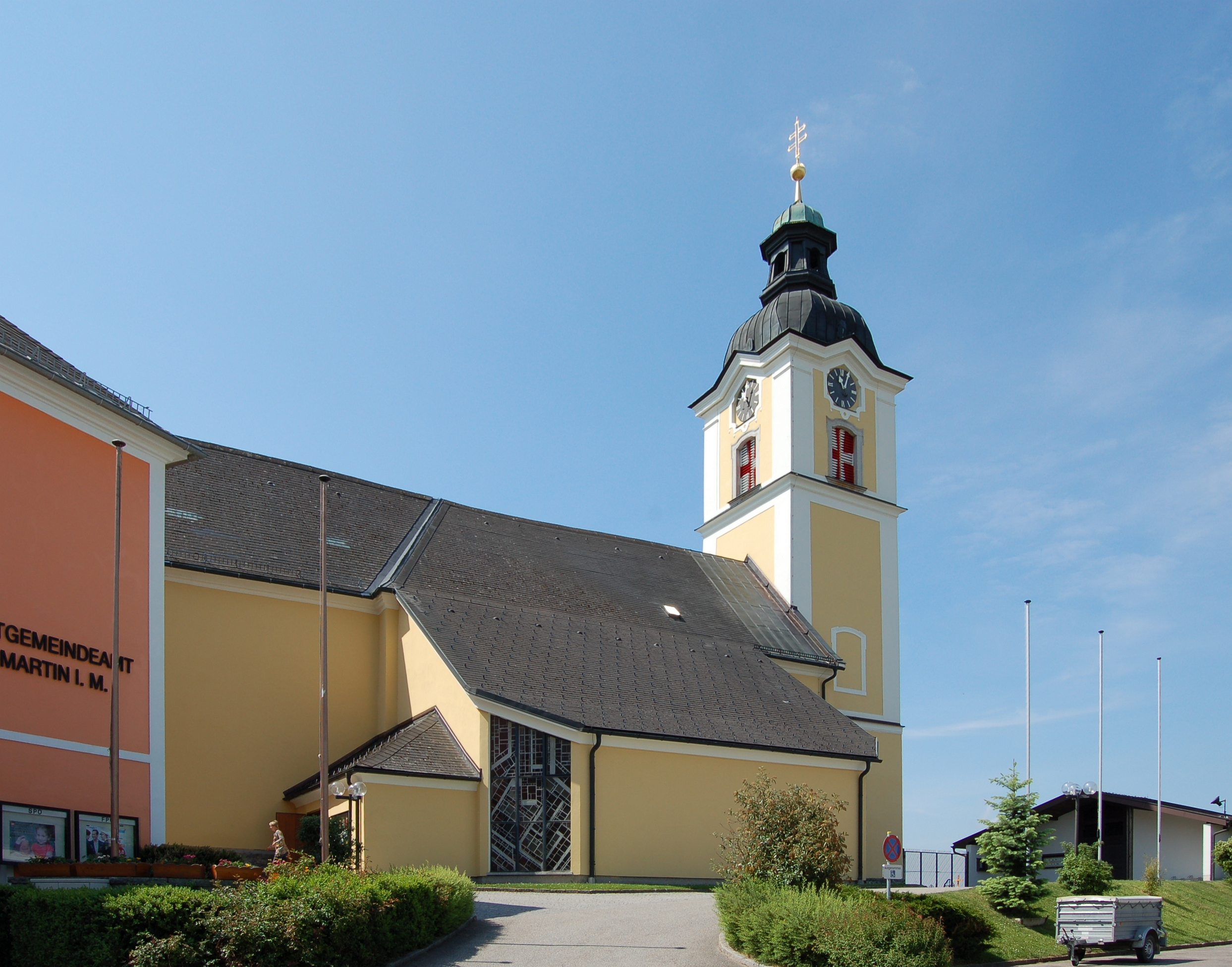
Nordostansicht der Pfarrkirche

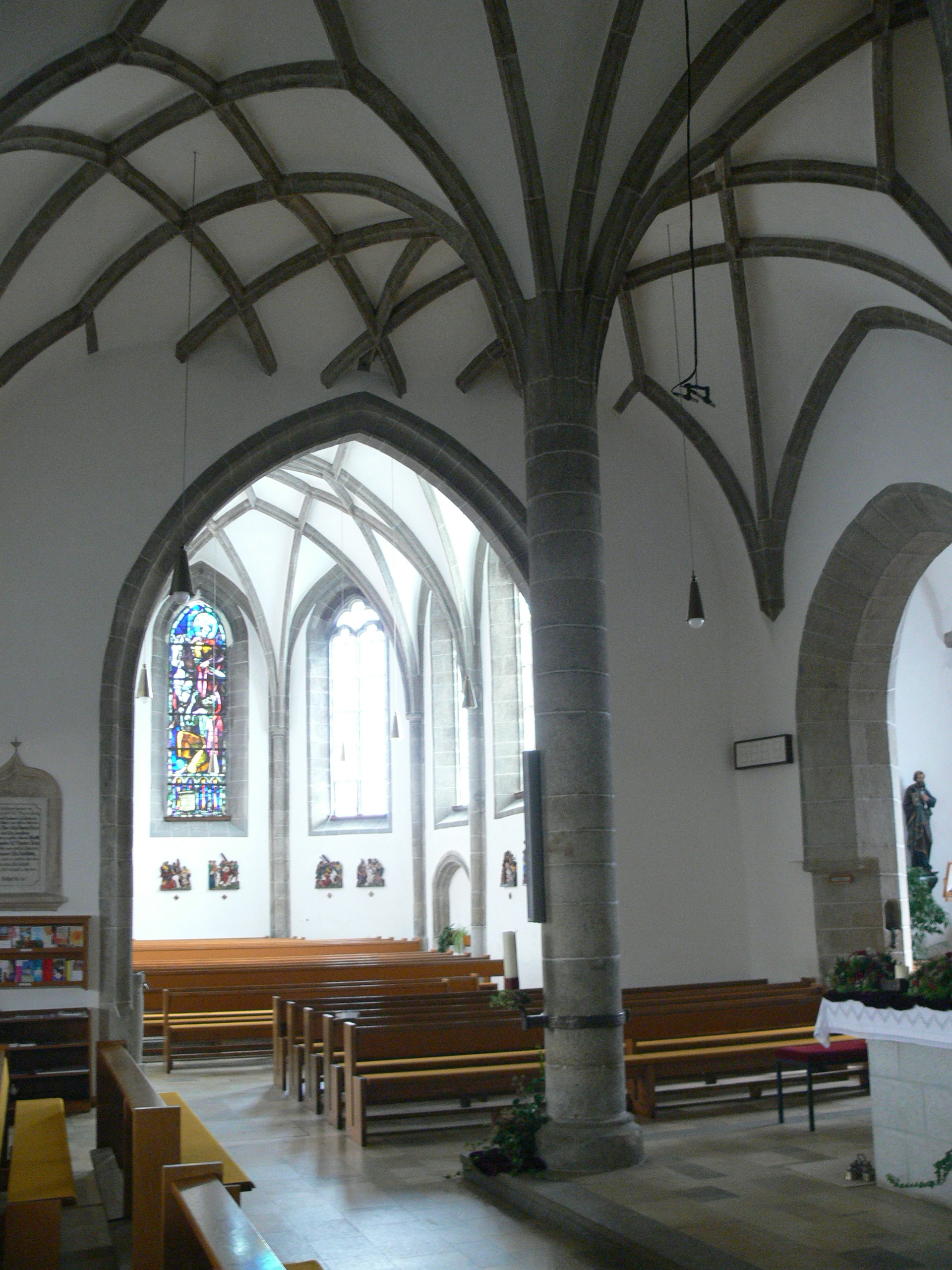
Zweischiffiges Langhaus, Blick zum Chor und in die südliche Marienkapelle

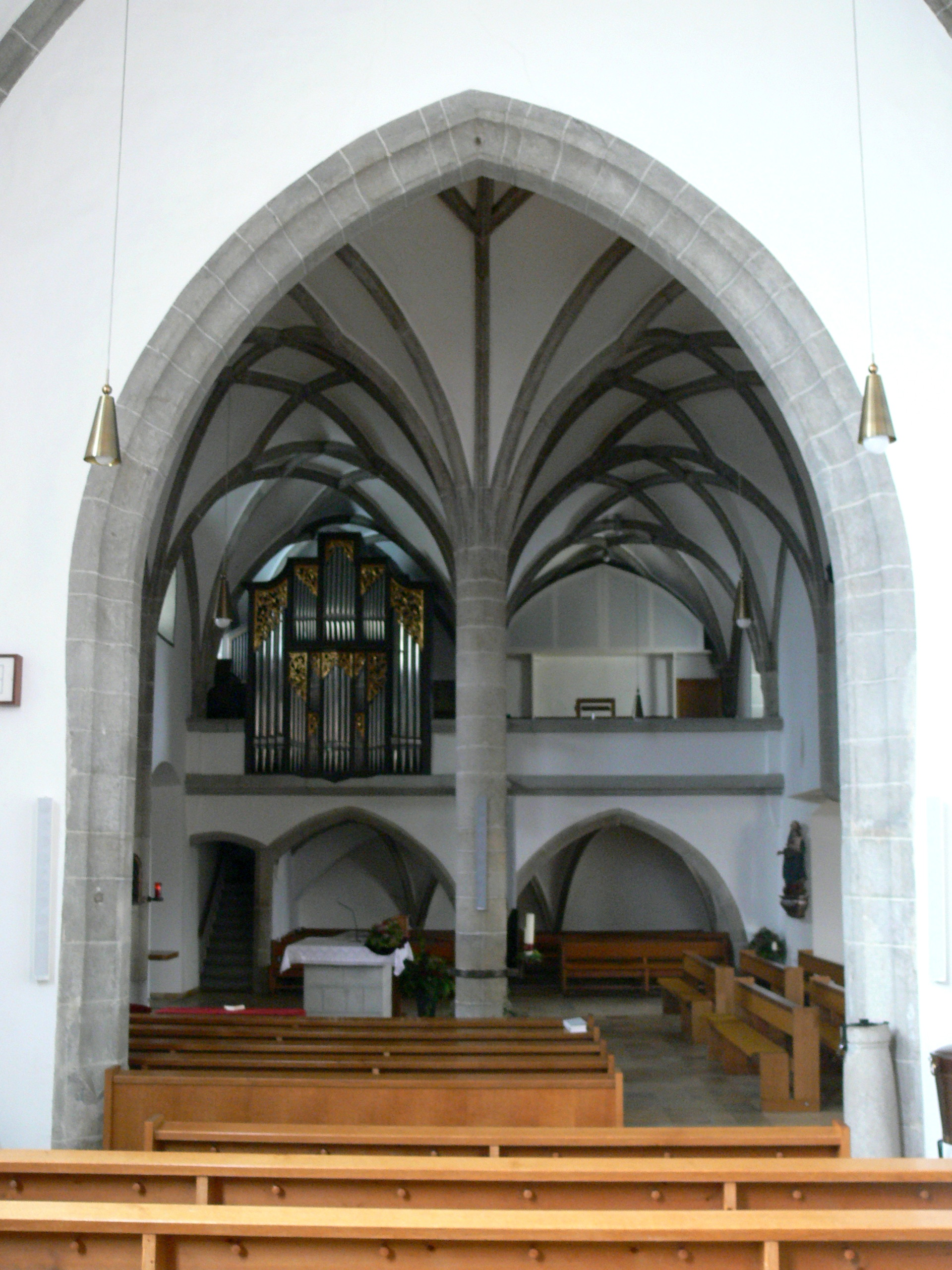
Im Chor, Blick zur Orgelempore

Die römisch-katholische Pfarrkirche St. Martin im Mühlkreis steht leicht erhöht westlich im Ort der Marktgemeinde St. Martin im Mühlkreis im Bezirk Rohrbach in Oberösterreich. Die dem Patrozinium hl. Martin von Tours unterstellte Pfarrkirche gehört zum Dekanat Altenfelden in der Diözese Linz. Die Kirche steht unter Denkmalschutz (Listeneintrag).

## Geschichte
Seit 1143 zum Stift Sankt Florian gehörig. 1323 wurde ein Pfarrer genannt. Die Kirche war 1429 eine Filiale der Pfarrkirche Feldkirchen an der Donau. Urkundlich 1450 selbständige Pfarre und seit 1585 vom Stift Sankt Florian betreut.
Das romanische Langhaus zeigt sich südlich im Dachboden mit einem Rest eines romanischen Rundbogenfensters, das Langhaus wurde in der zweiten Hälfte des 15. Jahrhunderts zur spätgotischen zweischiffigen Halle umgebaut und gewölbt. Der spätgotische Chor entstand um 1500, die Südkapelle um 1519. Die ehemalige Totenkapelle und heutige Sakristei entstand 1650 bzw. 1693. Der romanische und gotische Turm wurde 1741 barockisiert. Die Kirche wurde 1978/1979 nordseitig nach den Plänen des Architekten Anton Zemann erweitert, dabei wurden die barocken Nordanbauten Portalvorhalle und Sakristei entfernt, dabei wurde 1978/1979 die Kirche restauriert.

## Architektur
Der spätgotische Kirchenbau wurde bei der nördlichen Langhauserweiterung in die Nordsüdrichtung umorientiert, das liturgische Zentrum mit dem Altar befindet sich nun zwischen den zwei östlichen Langhauspfeilern, betont durch die gotischen Glasgemälde des westlichen Fensters der Marienkapelle.
Die spätgotische zweischiffige vierjochige Langhaushalle mit gebusten Rautennetzgewölben und romanischen Außenmauern hat eine gotische Westempore. Der leicht eingezogene dreijochige spätgotische Chor mit einem Dreiachtelschluss hat ein Sternrippengewölbe. Südlich der beiden östlichen Langhausjoche befindet sich die bemerkenswerte zweijochige Marienkapelle mit einem polygonalen Schluss und einer expressiven detailreichen Rippenfiguration der spätesten Gotik von Hans Getzinger. Der mächtige 1741 barockisierte Westturm trägt eine glockenförmige Haube mit Laterne. Südlich am Turm bis zur Marienkapelle befinden sich die Anbauten der ehemaligen Totenkapelle nun Sakristei und deren Vorraum sowie Portalvorhalle. Die nördliche Kirchenerweiterung von Anton Zemann zeigt sich unter einem Schleppdach in breiten niedrigen Proportionen.
Es gibt bemerkenswerte mittelalterliche Glasgemälde mit figürlichen Darstellungen aus dem ersten Viertel des 15. Jahrhunderts, seit 1979 im westlichen Fenster der Marienkapelle für die neu orientierte Kirche die Funktion des Altarbildes übernehmend, vorher im dreibahnigen Maßwerkfenster des Chores. Es gibt sechs gotische Scheiben, drei mit je zwei Heiligen: Maria Magdalena und Katharina, Christophorus und Sebastian sowie Maria und Dorothea, weiters Mantelteilung des hl. Martin, und je eine Scheibe mit einem geistlichen und weltlichen Stifter, letzterer geharnischt mit Wappen der Familie Wolkra. Ergänzend abstrakt gestaltete Scheiben aus 1979. Im Chor Glasfenster mit Teppichmusterdekor aus 1883, mittig mit hl. Martin, gestaltet von der Schlierbacher Werkstätte 1950. Die Buntglasfenster im Nordanbau sind aus 1979.

## Ausstattung
Die ehemalige neugotische Ausstattung aus 1949 wurde 1979 entfernt.
Die Orgel der Oberösterreichischen Orgelbauanstalt St. Florian von Helmut Kögler 1983 ist eine Bürstungsorgel mit II Man./4. Reg.